# Zjestokost
Zjestokost (russisk: Жестокость) er en sovjetisk spillefilm fra 1959 af Vladimir Skujbin.

## Medvirkende
- Georgij Jumatov som Malysjev
- Apollon Jatjnitskij som Kostja Vorontsov
- Boris Andrejev som Lazar Baukin
- Nikolaj Krjutjkov som Jefrem Jefremovitj
- Vladimir Andrejev som Jakov Uzelkov
- Anatolij Kubatskij